# Association internationale des femmes juges
Ne doit pas être confondu avec Association internationale des femmes.
L'Association internationale des femmes juges (AIFJ / International Association of Women Judges IAWJ en anglais) est une organisation non gouvernementale créée en 1991.
Elle est constituée de femmes magistrates du monde entier. Ses actions concernent notamment les problèmes de violence sexiste, de traite des êtres humains, de mariages précoces et forcés, de corruption et de discrimination dans l’emploi, l’héritage, l’éducation et les services de santé.
Elle représente en 2021, près de 6 500 magistrats dans une centaine de pays.
Elle est présidée par Binta Nyako, juge à la Haute Cour fédérale d'Abuja, capitale du Nigéria.
En 2022, l'AIFJ revendique la filiation de 57 chapitres nationaux ou régionaux.

## Création
En 1989, cinquante femmes juges du monde entier sont invitées à la célébration du dixième anniversaire de l'Association nationale des femmes juges des États-Unis. Deux ans plus tard, en octobre 1991 naît l'Association internationale des femmes juges, fondée par des magistrates de 15 pays différents. La première réunion est organisée en octobre 1992 à San Diego en Californie, avec 82 juges originaires de 42 pays.

## Principales actions

### Un réseau international d'échange et de formation
L'Association lance en 1994 son programme Vers la jurisprudence de l'égalité (Jurisprudence of Equality Project (JEP) en anglais) pour former les juges et autres acteurs judiciaires à l'applicabilité du droit international relatif aux droits des femmes dans les tribunaux nationaux. L'objectif est d'améliorer leur capacité à traiter les cas de violence à l'égard des femmes et de garantir ainsi une meilleure protection des droits des femmes,. Le premier cycle de formation se déroule en 1997 dans cinq pays d'Amérique Latine puis est développé dans d'autres pays.

### Lutte contre lasextorsion
L'AIFJ est à l'origine du terme « sextorsion » en 2008. Mot-valise formé de sexe et de extortion, il se définit comme « l'abus de pouvoir pour obtenir un avantage ou une faveur de nature sexuelle ». La sextorsion se situe à l'intersection de la corruption et de la violence sexuelle. Cette double dimension la distingue des autres types d’abus sexuels.
En 2012, la sextorsion est l'un des sujets majeurs discutés lors de la conférence internationale de l'AIFJ organisée à Londres sur le thème « Assurer la sécurité et le bien-être ». L'association publie un guide intitulé Stopper l'abus de pouvoir par l'exploitation sexuelle : nommer, dénoncer et mettre fin à la sextorsion. Coécrit avec les associations de femmes juges de Bosnie-Herzégovine, des Philippines et de Tanzanie, il a pour but de servir de boîte à outils remplie de conseils, informations et ressources,.

### Lutte contre la traite des êtres humains
En 2008, les membres de l'AIFJ ont fait de la lutte contre la traite des êtres humains l'un de leurs domaines d'actions prioritaires.

### Soutien aux magistrates afghanes
L'AIFJ travaille avec les femmes juges afghanes depuis 2003, après la chute des Talibans et le retour des femmes juges dans les tribunaux.
L’association lance en 2004 son programme de formation judiciaire permettant à des femmes juges de venir pendant trois semaines aux États-Unis dans le Vermont et à Washington. Le programme, au contenu également éducatif et culturel, est réitéré cinq fois jusqu'en 2012 et vingt-deux juges y participent.
À la suite du retour des Talibans au pouvoir en 2022, l'association indique vouloir être « la voix des femmes courageuses qui, durant vingt ans, ont contribué à maintenir un État de droit en Afghanistan ». Elle fait pression sur le gouvernement de transition afin qu'il inclut dans sa bureaucratie les juges afghanes « qui se retrouvent dans une situation très précaire ».

### Lutte contre la corruption sexuelle au Maroc
En 2022, l'AIFJ participe à la création d'un guide publié par Transparency Maroc pour lutter contre la corruption sexuelle au Maroc, aux côtés de l’Union des femmes juges du Maroc : Nouvelles normes d’intégrité et de responsabilité : reconnaître l’impact de la corruption sur les femmes. L'ouvrage est réalisé en réaction au scandale « sexe contre bonnes notes » soulevé par plusieurs universités.

### Journée internationale des femmes juges
L'AIFJ est à l'initiative de la Journée internationale des femmes juges. Vanessa Ruiz, présidente de l'association a formulé cette demande conjointement avec le juge en chef du Qatar Hassan Bin Lahdan Alhassan Almohanadi le 4 mars 2020 lors de la réunion du Réseau mondial pour l'intégrité judiciaire de l'Office des Nations unies contre les drogues et le crime (UNODC) qui s'est tenue à Doha.
Le 28 avril 2021, l'Assemblée générale des Nations unies adopte à l'unanimité une résolution visant à déclarer le 10 mars Journée internationale des femmes juges. Elle déclare « réaffirmer ainsi l’engagement pris de concevoir et de mettre en œuvre des stratégies et des plans nationaux adaptés et efficaces en faveur de la promotion de femmes aux postes de direction, d’encadrement ou autres des systèmes et institutions judiciaires ».

## Chapitres nationaux
En 2022, l'AIFJ revendique la filiation de 57 chapitres nationaux ou régionaux. Ces associations sont créées et structurées indépendamment.
- Afghan Women Judges Association (AWJA)
- Albanian Forum of Women Judges (AFWJ)[22]
- Asociación de Juezas de la República Dominicana[23]
- Asociación de Magistradas Chilenas (MACHI)
- Asociacion de Magistradas Judiciales de Paraguay (AMJRP)[24]
- Asociación de Magistradas y Juezas de Panamá
- Asociación de Mujeres Juezas de Argentina (AMJA)
- Asociación de Mujeres Juezas de España (AMJE)[25]
- Asociación de Mujeres Juezas del Ecuador (AMUJE)
- Asociación Peruana de Mujeres Juezas (AMPJ)
- Associação das Juízas Portuguesas (AJP)
- Association des Femmes Magistrates de Côte d’Ivoire (AFEMCI)[26]
- Association of Iraqi Women Judges
- Association of Women Judges of Bosnia and Herzegovina[22]
- Association of Women Judges of Guatemala
- Associazione Donne Magistrato Italiane (ADMI)[22]
- Australian Association of Women Judges (AAWJ)
- Bangladesh Women Judges Association (BWJA)[27]
- Botswana Chapter of the IAWJ
- Brazil Chapter of the IAWJ
- Cameroon Chapter of the IAWJ
- Canadian Chapter of the IAWJ (IAWJCC)[22]
- Caribbean Association of Women Judges (CAWJ)[28]
- Chapitre Haïtien de l’IAWJ
- China Women Judges Association[29]
- Chinese Taipei Chapter of the IAWJ
- Ghana Chapter of the IAWJ Judges (GHIAWJ)
- Kyrgyz Republic Association of Women Judges[22]
- Magistrati, Avvocati, Giuriste Eropee Donne (MAGED)
- Mexican Chapter of the International Association
- Mongolian Women Judges Association (MWJA)
- National Association of Women Judges – Uganda
- National Association of Women Judges – USA (NAWJ-US)[22]
- National Association of Women Judges in Nigeria (NAWJN)[30]
- Nepalese Women Judges Forum
- New Zealand Association of Women Judges (NZAWJ)[31]
- Papua New Guinea Judicial Women’s Association
- Philippine Women Judges Association (PWJA)
- Section Béninoise de l'IAWJ[32]
- Société Française de l’IAWJ
- South African Chapter of the IAWJ (SAC-IAWJ)
- Tanzania Women Judges Association (TAWJA)
- Trinidad & Tobago Association of Women Judges
- Tunisian Association of Women Judges (TAWJ)
- Union des femmes juges du Maroc (UMWJ)[33],[34]
- United Kingdom Association of Women Judges (UKAWJ)[22]
- Women Judges Association of Malawi (WOJAM)
- Yemeni Women Judges Forum (YWJF)
- Zambia Association of Women Judges (ZAWJ)
- Zimbabwe Association of Women Judges (ZAWJ)

## Conférence internationale

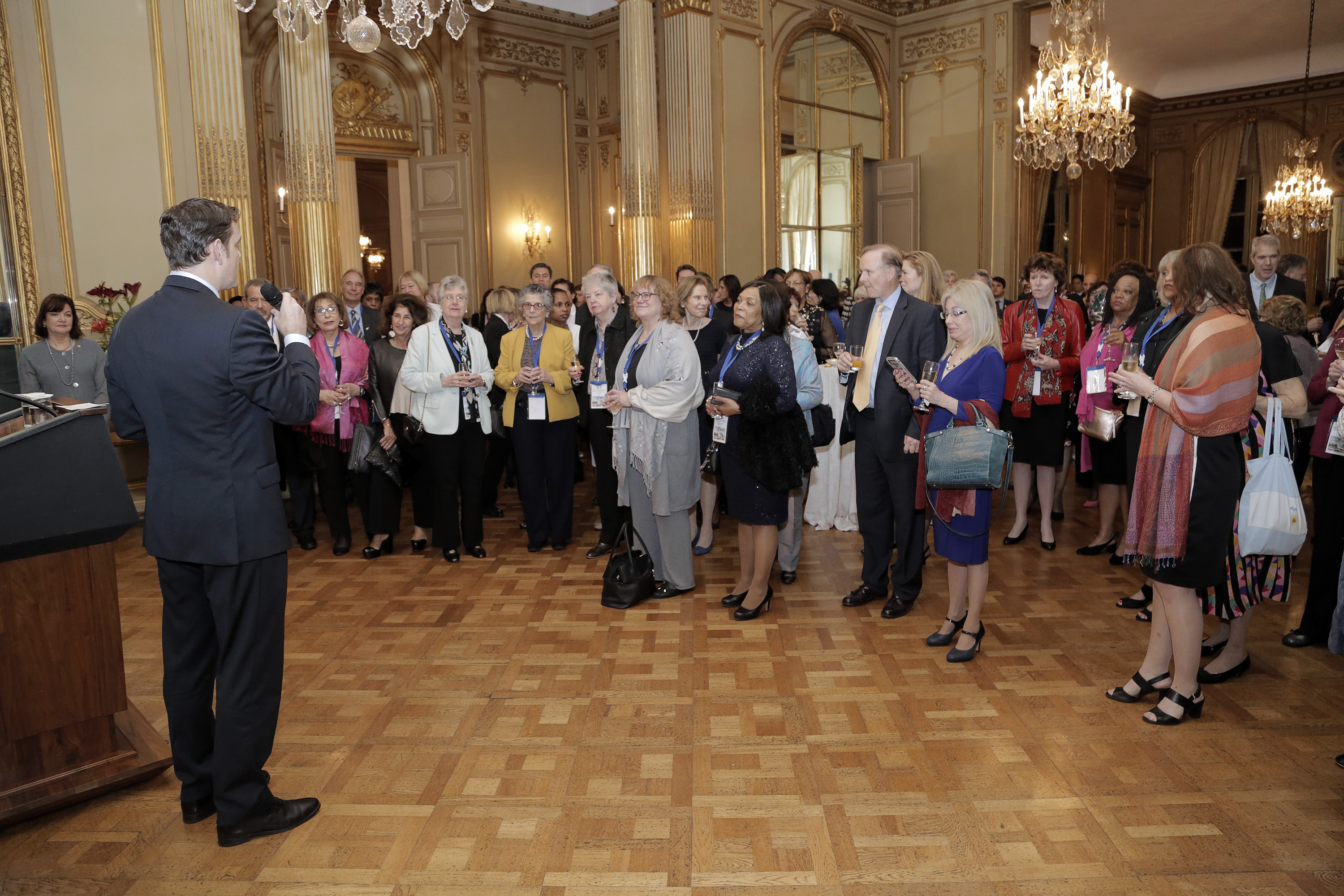
Les membres de l'AIFJ reçues à l'ambassade des États-Unis à Buenos Aires en 2018.

L'AIFJ organise tous les deux ans une conférence internationale sur un thème majeur :
- 1992 à San Diego aux États-Unis : « Transcender les frontières »
- 1994 à Rome en Italie : « La violence domestique, un phénomène caché »[35],[36].
- 1996 à Manille aux Philippines : « L'égalité par le droit : des engagements à tenir ».
- 1998 à Ottawa au Canada : « Justice pour chaque enfant : vision pour un monde sans violence »[37].
- 2000 à Buenos Aires en Argentine.
- 2002 à Dublin en Irlande : « Justice créative ».
- 2006 à Sydney en Australie : « Un pouvoir judiciaire indépendant : culture, religion, genre, politique ».
- 2008 à Panama au Panama : « L'égalité pour toutes et tous : accès, discrimination, violence, corruption .
- 2004 à Kampala en Ouganda : « Favoriser l'accès des femmes à la justice »[38].
- 2010 à Séoul en Corée du Sud : « Les défis judiciaires dans un monde en mutation »[39].
- 2012 à Londres au Royaume-Uni : « Assurer la sécurité et le bien-être »[9].
- 2014 à Arusha en Tanzanie[40].
- 2016 à Washington aux États-Unis : « Les femmes juges et l'État de droit : évaluer le passé, anticiper l'avenir »[41].
- 2018 à Buenos Aires en Argentine : « Construire des ponts entre les femmes juges du monde »[42].
- 2021 à Auckland en Nouvelle-Zélande : « Célébrer la diversité »[31].
- 2023 à Marrakech au Maroc : « Les femmes juges : réalisations et défis »[43].

## Prix des droits humains de l'AIFJ

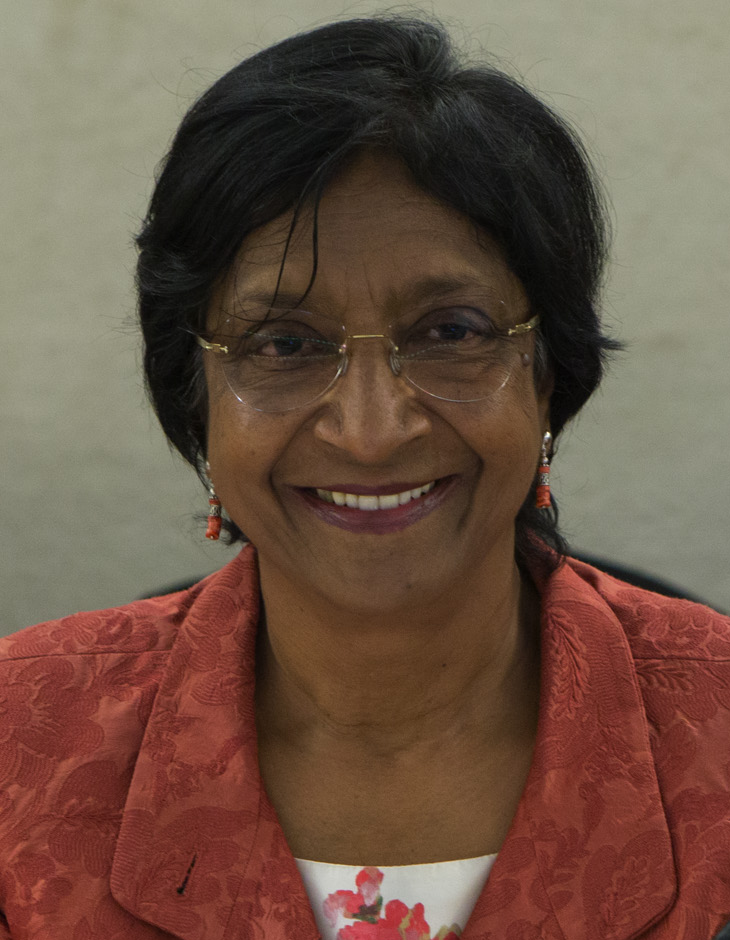
Navanethem Pillay en 2014.

Depuis 1998, l'AIFJ récompense une femme pour sa contribution significative à l'avancement des droits humains.
- 1998 : Bertha Wilson, première femme nommée à la Cour suprême du Canada.
- 2000 : Navanethem Pillay, militante contre la politique d'apartheid, première femme nommée à la Haute Cour d'Afrique du Sud en 1995, juge à la Cour pénale internationale et présidente du Tribunal pénal international pour le Rwanda.
- 2002 : Arline Pacht
- 2004 : Gertrude Mongella, ambassadrice, présidente fondatrice du Parlement panafricain.
- 2006 : Carmen Argibay
- 2008 : Esmeralda Arosemena de Troitiño, enseignante et juge à la Cour suprême du Panama.
- 2010 : Elena I. Highto, vice-présidente de la Cour suprême d'Argentine.
- 2012 : Claire L’Heureux-Dubé, première femme juge de la Cour d'appel du Québec en 1979. Elle est nommée à la Cour suprême du Canada en 1987.
- 2014 : Sanji Mmasenono Monageng, juge à la Cour pénale internationale (CPI), présidente de la Commission africaine des droits de l'homme et des peuples.

## Liste des présidentes

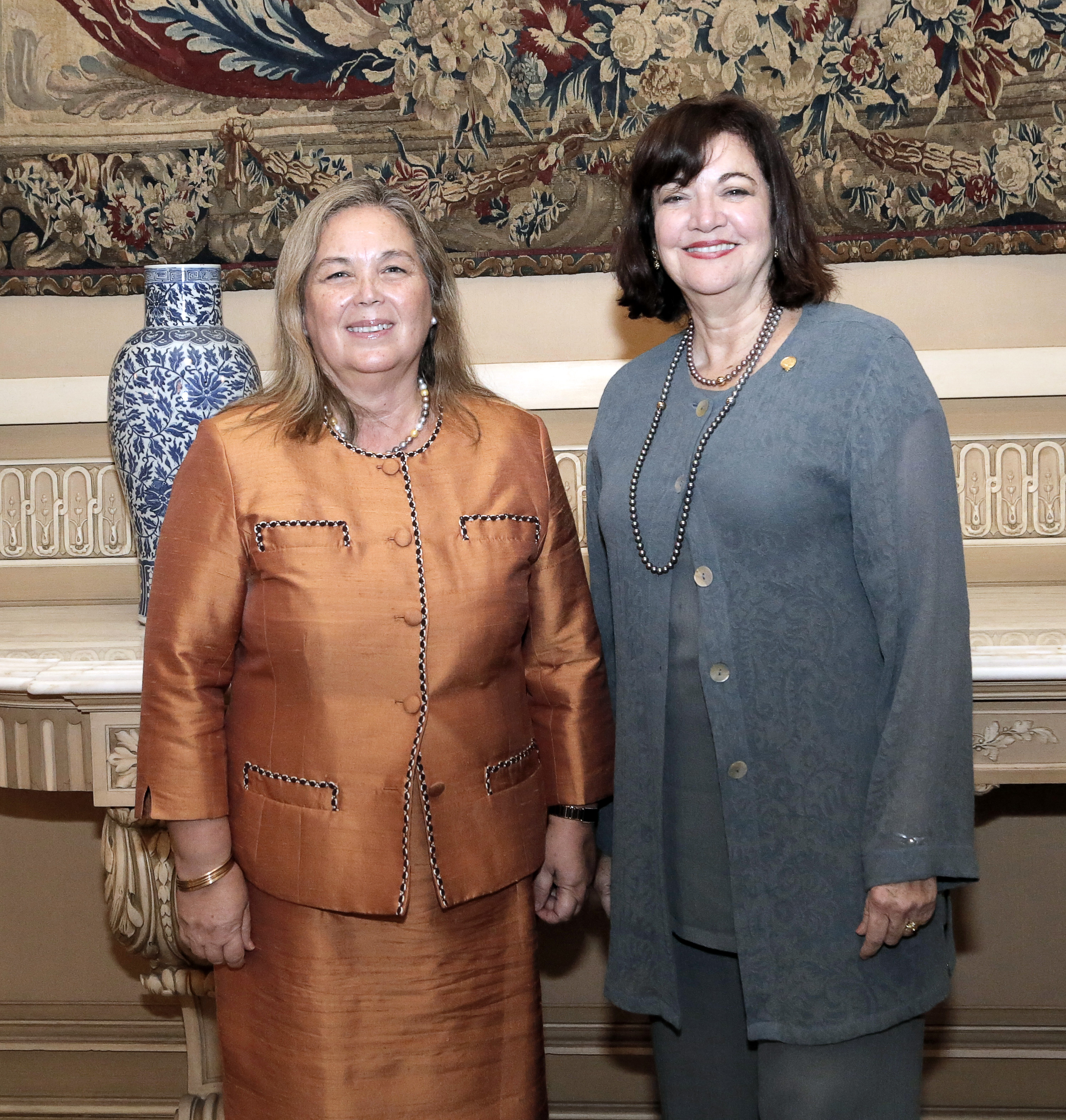
Passation de pouvoir en 2018 entre Susana Medina (à gauche) et Vanessa Ruiz.

La présidence de l'association est renouvelée tous les deux ans, lors de la conférence internationale.
- 1992 : Arline Pacht, américaine
- 1994 : Pacita Canizares-Nye, philippine
- 1996 : Susan Devine, canadienne[45]
- 1998 : Carmen Argibay, argentine[46],[47]
- 2000 : Mella Carroll, irlandaise[48],[49],[50]
- 2002 : Laeticia Kikonyogo, ougandaise[51],[52]
- 2004 : Jane Mathews, australienne[53]
- 2006 : Graciela Dixon, panaméenne[54]
- 2008 : Leslie Alden, américaine[55]
- 2010 : Brenda Hale, juge britannique, présidente de la cour suprême du Royaume-Uni[3]
- 2012 : Eusebia Munuo, tanzanienne[56]
- 2014 : Teresita de Castro, philippine[57]
- 2016 : Susana Medina de Rizzo, argentine[58]
- 2018 : Vanessa Ruiz, américaine[59],[60]
- 2020 : Susan Glazebrook, juge néo-zélandaise à la Cour suprême de Nouvelle-Zélande[14]
- 2023 : Binta Nyako, nigériane, juge à la Haute Cour fédérale d'Abuja
- 2025 : Mina Sougrati, marocaine, magistrate au Tribunal administratif de Casablanca

Galerie photo des présidentes de l'AIFJ
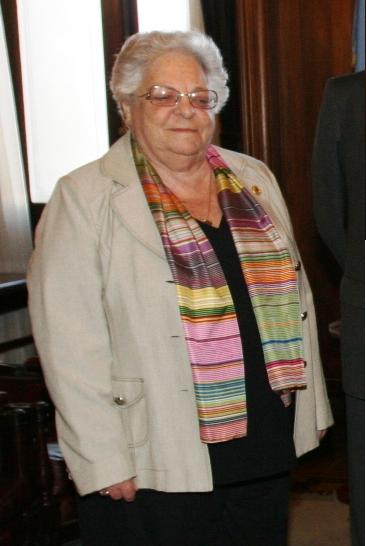
Carmen Argibay
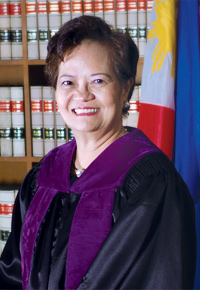
Teresita de Castro
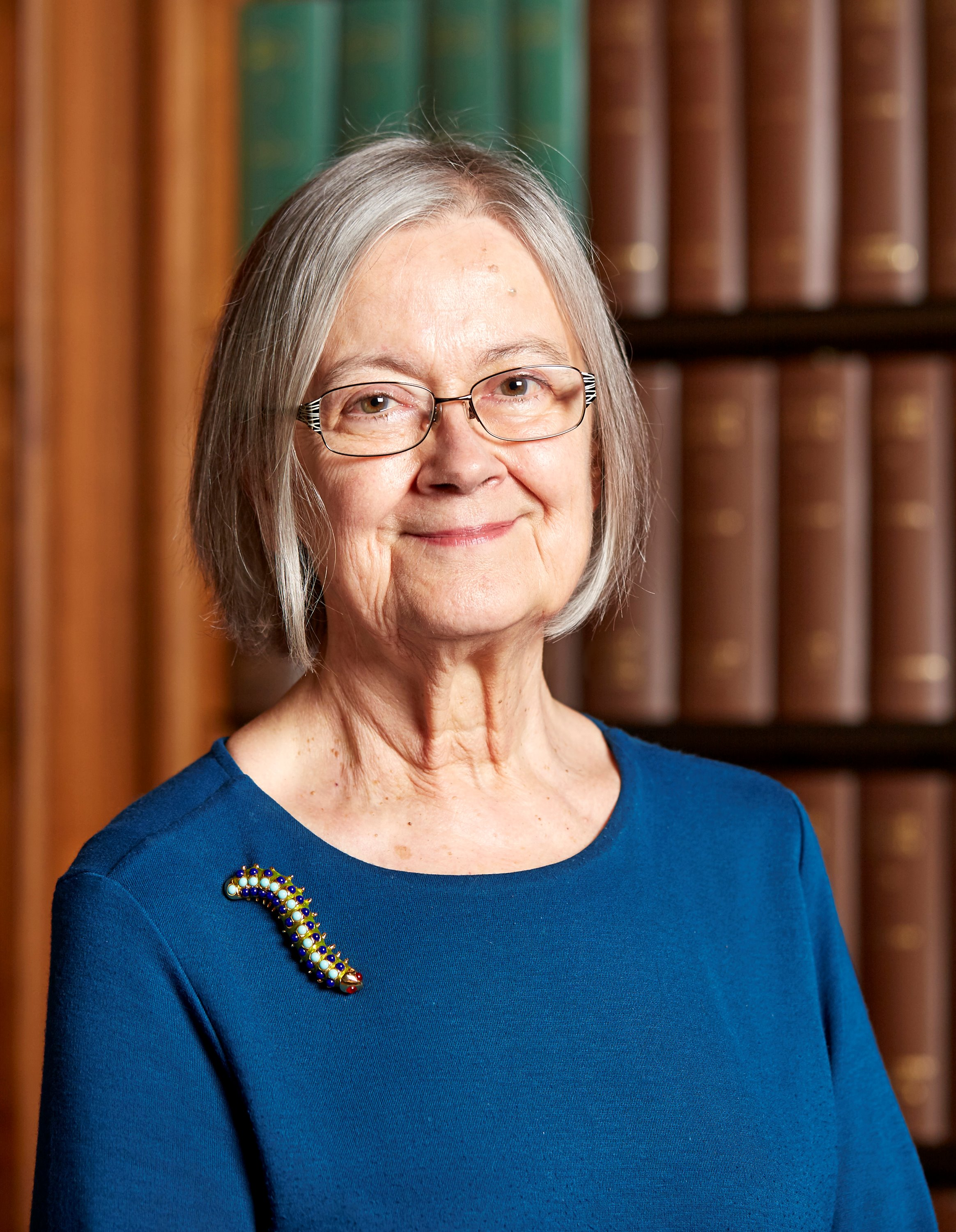
Brenda Hale
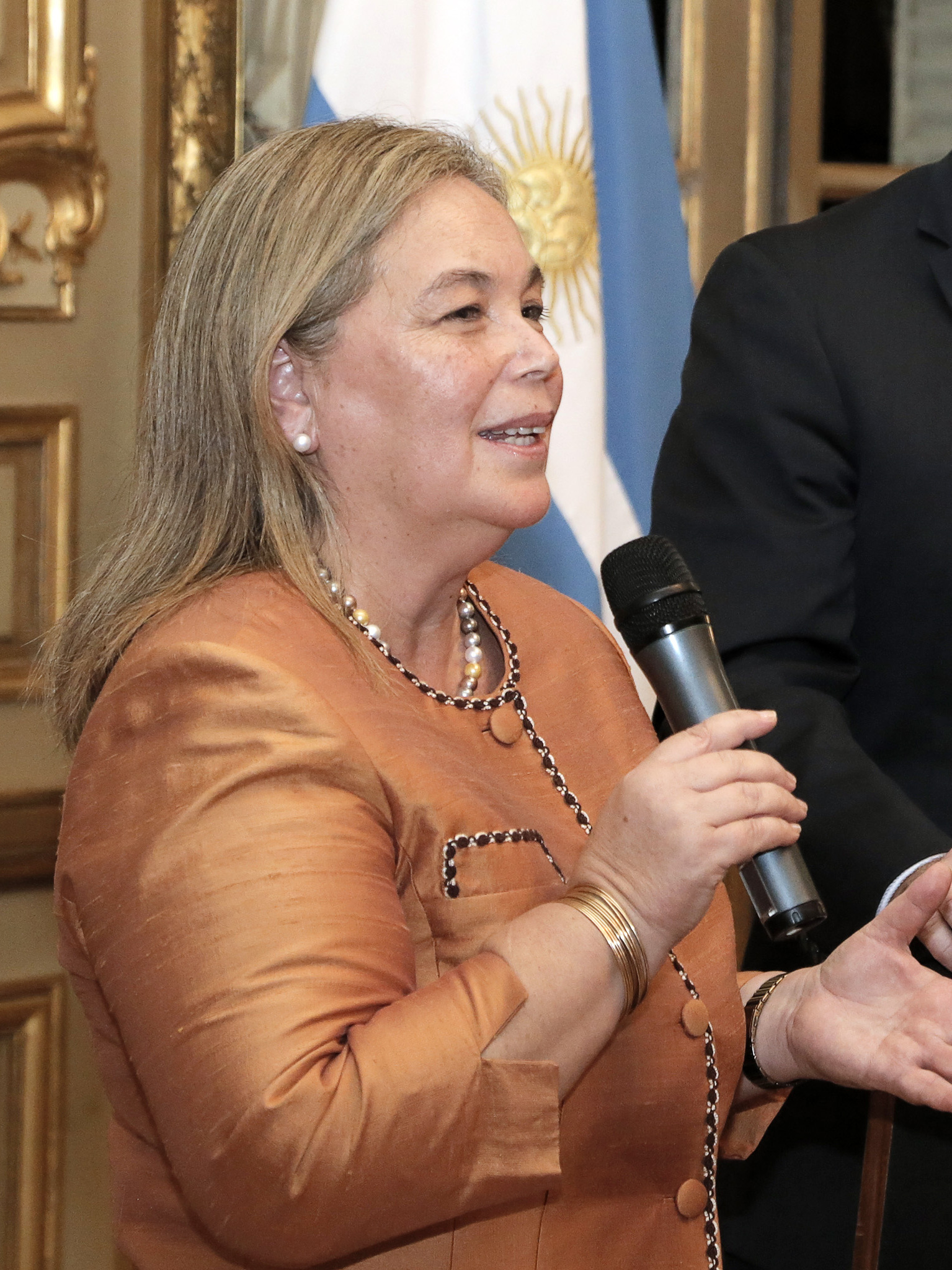
Susana Medina
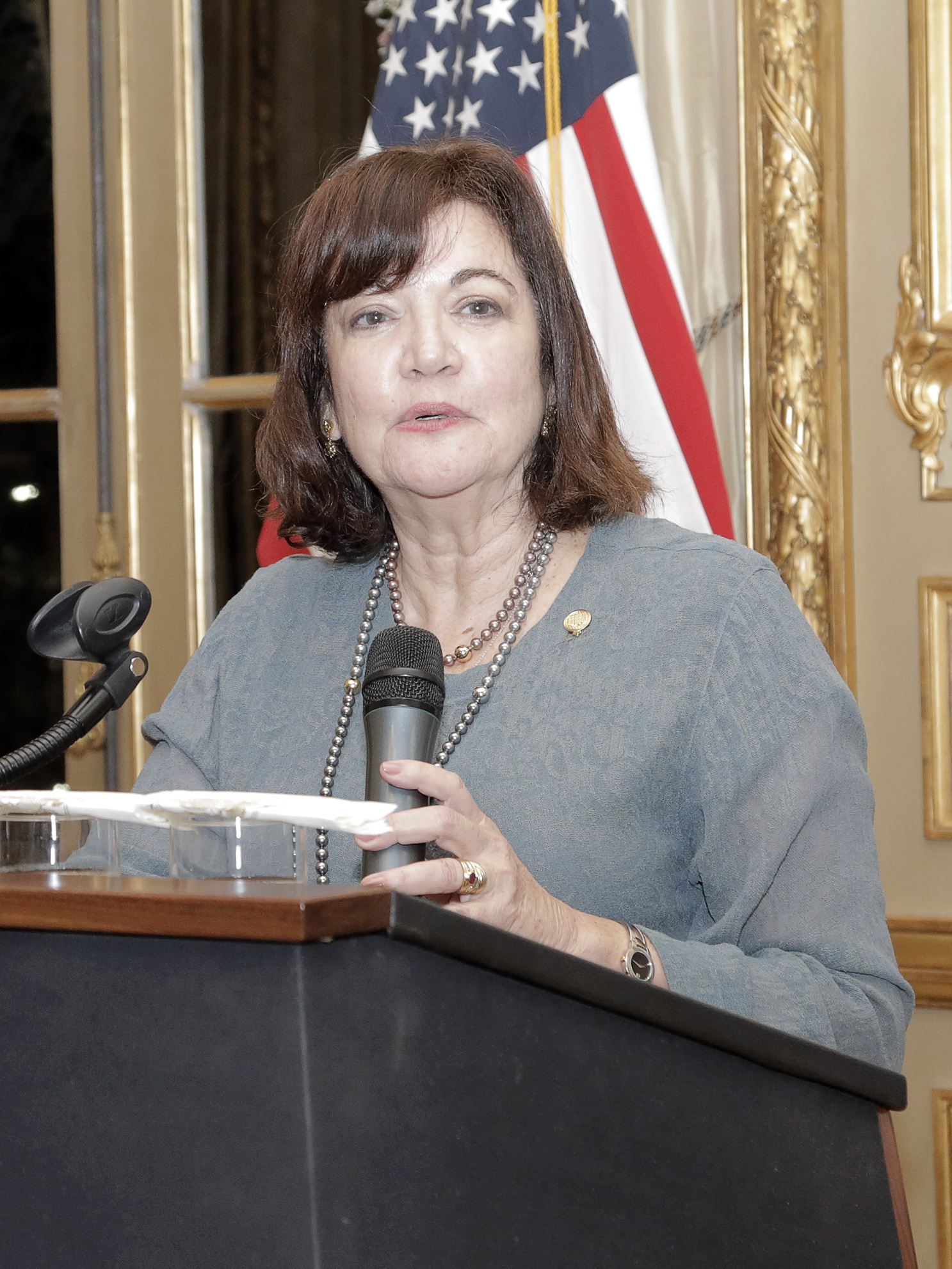
Vanessa Ruiz
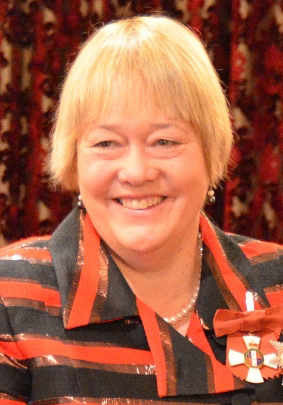
Susan Glazebrook

## Membres notoires
- Jeanne-Agnès Ayadokoun, magistrate béninoise, membre du Conseil supérieur de la magistrature du Bénin[61].
- Claire Houngan Ayémonna, juge et femme politique béninoise[62].
- Sian Elias, présidente de la Haute-Cour puis de la Cour suprême de Nouvelle-Zélande entre 1999 et 2019.
- Beverley McLachlin, magistrate canadienne, juge en chef du Canada de 2000 à 2017[63].
- Ayesha Malik, première femme juge à rejoindre la Cour suprême du Pakistan[64].
- Julie Thorburn, juge canadienne à la Cour d’appel de l’Ontario[1].
- Sophia A. N. Wambura, juge à la Haute cour de Tanzanie et présidente de l’Association des juges et magistrats d’Afrique de l’Est (EAMJA)[65].
- Georgina Wood, magistrate ghanéenne, présidente de la Cour suprême du Ghana de 2007 à 2017[63].

## Principales publications
- (en) Mary-Ann Hedlund, Susan Glazebrook, Arline Pacht, Jill Wainwright, The IAWJ: Twenty Years of Judging for Equality, IAWJ, 2010, 182 p. (lire en ligne)
- (en) Arline Pacht et Susan Glazebrook, The IAWJ: Twenty Five Years of Judging for Equality, IAWJ, 2016, 224 p. (lire en ligne)
- Claire Houngan Ayémonna et Association internationale des femmes juges. Section béninoise, Femmes juges du Bénin : visages et contribution à l'évolution du droit, AIFJ-Bénin, 2007 (ISBN 978-99919-66-68-7 et 99919-66-68-4, OCLC 318921647, lire en ligne)
- (en) Fondation Thomson Reuters, Association internationale des femmes juges, Combating Sextortion: A Comparative Study of Laws to Prosecute Corruption Involving Sexual Exploitation, Fondation Thomson Reuters, 2015, 199 p. (lire en ligne)